# Abzhua
Abzhua (en abjasio: Абжьыуа, romanizado: Abzhuaa, lit. 'middle people', en georgiano: აბჟუა, romanizado: Abzhua; en ruso: Абжуа, romanizado: Abzhua) es una de las siete regiones históricas de Abjasia y, en consecuencia, una de las siete estrellas de la bandera de Abjasia representa Abzhua. También se denomina Abzhywa. Los residentes locales pertenecen al grupo etnográfico de los abjasios abzhui.
Abzhua obtuvo su nombre de su ubicación central entre el resto de las regiones históricas de Abjasia. Esta región ocupó la mayor parte del territorio del actual distrito de Ochamchire y parte del territorio del distrito de Tkvarcheli de Abjasia, entre los ríos Kodori y Galidzga. Los centros históricos de Abjua eran los pueblos de Mokvi y Kutoli.

## Historia
Históricamente, Abzhua fue parte del principado de los apsilios. Desde el surgimiento del Principado de Abjasia como entidad feudal separada entre el siglo XV y siglo XVI fue un distrito administrativo separado, el Principado de Apsilia. Fue creado después de que el principado de Abjasia anexó la parte noroeste del principado de Mingrelia. 
Salomón o Zegnak Shervashidze, príncipe de Abjasia en 1665, repartió el país a su muerte en 1700 entre sus tres hijos: Bzipi (entre el río Bzipi y el río Kodori) para Rostom Shirvashidze, Abzhua (entre el río Kodori y el río Galidzga) para Dzhigetshi Shervashidze; y Samurzakan (entre el río Galidzga y el río Inguri) para Kvapu Shervashidze. El primer gobernador de Abzhua fue el hijo del príncipe abjasio Kvapu Sharvashidze, Jikeshia Sharvashidze, quien heredó la parte media del principado de la herencia de su padre (de ahí se atribuye el uno de los orígenes de la etimología del topónimo).
Más tarde en el Imperio Ruso, Abzhua constituyó un okrug en Abjasia conocido como "distrito de Abzhuiskiy" (hasta 1866) y luego como "distrito de Kodori" (1868-1883 y también 1919-1930). Desde 1930, Abzhua se conoció oficialmente como el distrito de Ochamchire.